# Felix da Housecat

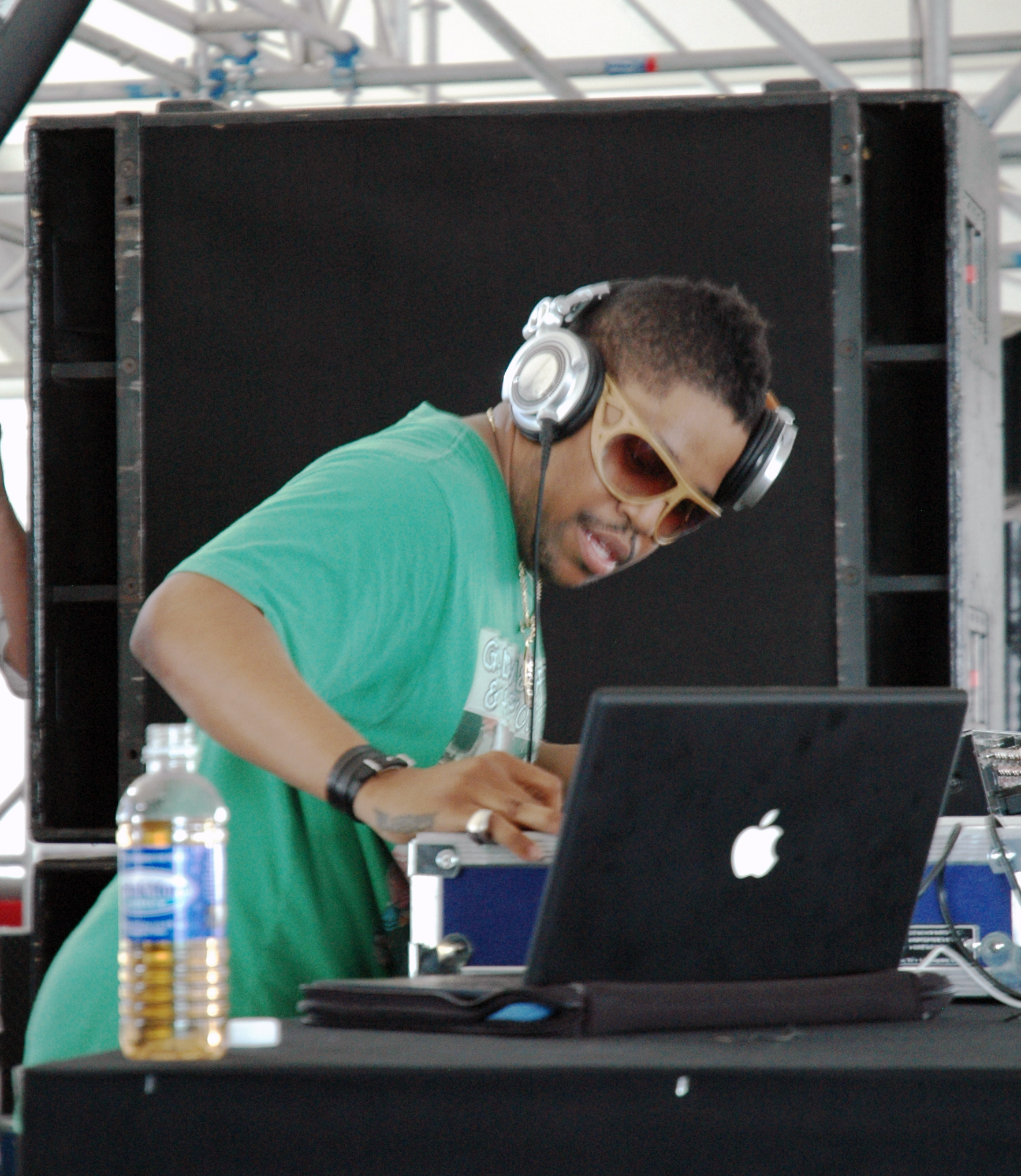
Baltimore (2007)

Felix da Housecat (* 27. August 1971 in Chicago als Felix Stallings Jr.) ist ein US-amerikanischer House- und Technoproduzent sowie DJ.

## Leben
Felix trat musikalisch erstmals 1986 in Erscheinung, als er noch als Jugendlicher mit DJ Pierre (Phuture) ein Remake von dessen Hit "Phantasy Girl" einspielte. Nach dem Ende seiner Schulzeit war er jedoch, wohl auch auf Drängen seiner religiösen Eltern, nicht weiter musikalisch tätig und absolvierte ein College in Alabama. Sein musikalischer Neubeginn beim Label Strictly Rhythm wurde abermals von DJ Pierre betreut. Mit der Single Thee Dawn hatte er 1992 einen Clubhit. 1994 gründete er sein Label Radical Fear, wo außer seinen eigenen Veröffentlichungen u. a. auch Platten von DJ Sneak und Mike Dunn erschienen, das jedoch kommerziell nicht erfolgreich gewesen sein soll.
Felix veröffentlichte auch unter weiteren Pseudonymen, beispielsweise Aphrohead oder Thee Maddkatt Courtship, und auf anderen Labels wie Bush, Nervous, Soma, oder Djax Up.
Sein Debütalbum legte er 1995 mit „Alone in the Dark“ (als Thee Maddkatt Courtship) vor, es schlossen sich zwei Compilation-Alben mit Produktionen seines Labels an. 1999 veröffentlichte er das Maddkatt-Album „I Know Electrikboy“, das vom Magazin Mixmag zum Album des Jahres gekürt wurde.
Seine Musik ist aus einfachen, hypnotischen Techno- bzw. Elektro-Loops aufgebaut, die zumeist von Gesang begleitet werden. Als Melodieinstrumente kommen sowohl Roland TB-303-artige Klänge, wie sie im Acid House verbreitet sind, als auch harmonische Streicherflächen vor, wodurch seine Produktionen von Rezensenten mehrfach „kitschig“ genannt wurden. Neben den Studioproduktionen ist Felix da Housecat seit Anbeginn seiner Karriere auch als DJ tätig.
Nach einem Zusammentreffen mit Miss Kittin bei einem DJ-Auftritt in der Schweiz wurde 2001 das Album „Kittenz And Thee Glitz“ binnen nur drei Stunden eingespielt. Das von Junior Sanchez koproduzierte Album gilt als Wegbereiter des Electroclash und die daraus entstandene Bekanntheit verschaffte Felix seitdem Remix-Aufträge für Madonna, Kylie Minogue, Britney Spears, Chemical Brothers und andere. Sein Stück „Rocket Ride“ wird im Computerspiel Need for Speed: Underground 2 verwendet, verschiedene Remixe von „Silver Screen Shower Scene“ wurden in Videospielen wie Midnight Club II und SSX 3 verwendet.

## Diskografie

### Studioalben
| Jahr | Titel                         | Höchstplatzierung, Gesamtwochen, AuszeichnungChartsChartplatzierungen (Jahr, Titel, Platzierungen, Wochen, Auszeichnungen, Anmerkungen) | Anmerkungen                    |
| Jahr | Titel                         | UK | Anmerkungen                    |
| ---- | ----------------------------- | --- | ------------------------------ |
| 2004 | Devin Dazzle & the Neon Fever | UK97 (1 Wo.)UK | Erstveröffentlichung: Mai 2004 |

Weitere Alben
- 1995: Metropolis Present Day? Thee Album!
- 1997: Clashbackk Compilation Mix
- 1997: Transmissions, Vol. 2
- 1999: I Know Electrikboy
- 2001: Kittenz and Thee Glitz
- 2002: Excursions
- 2002: Rocketmann!
- 2003: A Bugged Out Mix
- 2005: Playboy: The Mansion Soundtrack
- 2005: Past, Present and Future House and Electro
- 2007: Virgo Blaktro and the Movie Disco
- 2008: GU034: Felix Da Housecat, Milan
- 2009: He Was King
- 2011: Son of Analogue
- 2013: Sinner Winner / Give Me Body
- 2013: I Just Want to Be a Lesbian
- 2015: Narrative of Thee Blast Illusion

### Singles
| Jahr | Titel Album                                       | Höchstplatzierung, Gesamtwochen, AuszeichnungChartsChartplatzierungen (Jahr, Titel, Album, Platzierungen, Wochen, Auszeichnungen, Anmerkungen) | Anmerkungen                                         |
| Jahr | Titel Album                                       | UK | Anmerkungen                                         |
| ---- | ------------------------------------------------- | --- | --------------------------------------------------- |
| 1997 | Dirty Motha’                                      | UK66 (2 Wo.)UK | Erstveröffentlichung: August 1997 mit Qwilo         |
| 2001 | Silver Screen Shower Scene Kittenz and Thee Glitz | UK39 (4 Wo.)UK | Erstveröffentlichung: Mai 2001 feat. Miss Kittin    |
| 2001 | Harlot Kittenz and Thee Glitz                     | UK79 (1 Wo.)UK | Erstveröffentlichung: Juli 2001                     |
| 2001 | What Does It Feel Like? Kittenz and Thee Glitz    | UK66 (1 Wo.)UK | Erstveröffentlichung: August 2001 feat. Miss Kittin |
| 2004 | Rocket Ride Devin Dazzle & the Neon Fever         | UK55 (2 Wo.)UK | Erstveröffentlichung: August 2004                   |
| 2004 | Watching Cars Go By Devin Dazzle & the Neon Fever | UK49 (2 Wo.)UK | Erstveröffentlichung: November 2004                 |
| 2005 | Ready 2 Wear Devin Dazzle & the Neon Fever        | UK62 (2 Wo.)UK | Erstveröffentlichung: Februar 2005                  |

Weitere Veröffentlichungen
- 1987: Phantasy Girl
- 1995: Footsteps of Rage
- 1996: Smak Dat Ass
- 2002: Madame Hollywood
- 2003: Cyberwhore
- 2006: Jack U
- 2006: Tweak
- 2007: Future Calls the Dawn/Sweetfrosti
- 2007: Something 4 Porno
- 2008: Radio
- 2008: Artificial (mit Kris Menace)
- 2009: We All Wanna Be Prince
- 2013: Sinner Winner
- 2013: I Just Want to Be a Lesbian

### Remixes
- Buy Now – “For Sale (Felix Da Housecat Remix)” (2007)
- Disco Boys – “Born to Be Alive”
- Gwen Stefani – “What You Waiting For? (The Rude Ho Mix by Felix Da Housecat)” (2005)
- Britney Spears – “Toxic (Felix Da Housecat's Club Mix)” (2004)
- Syntax- “Bliss (Felix Da Housecat's Vocal Remix – Commercial 12 Edit)” und “Bliss (Felix Da Housecat's Dub – Commercial 12 Edit)”
- The Chemical Brothers – “Get Yourself High (Felix Da Housecat's Chemical Meltdown Mix)” (2003)
- Holly Valance – “State of Mind (Felix Da Housecat's Dub)” (2003)
- Nina Simone – “Sinnerman (Felix Da Housecat's Heavenly House Mix)” (2003)
- Madonna – “American Life (Felix Da Housecat's Devin Dazzle Club Mix)” (2003)
- Madonna – “Die Another Day (Thee RetroLectro Mix)” (2003)
- Mylène Farmer – “Je T'Aime Mélancolie (Felix Da Housecat Remix)” (2003)
- Mylo – “Drop the Pressure”
- Pet Shop Boys – “London (Three Radikal Blaklight Edit)” (2003)
- New Order – “Here To Stay (Felix Da Housecat Extended Glitz mix)” (2002)
- Garbage – “Androgyny (Thee Glitz Mix)” & “Androgyny (Thee Drum Drum Mix)” (2001)
- Paola & Chiara – “Vanity & Pride (Felix Da Housecat Club Mix)” (2008)